# Jerome Arnold
Romeo Maurice "Jerome" Arnold, född den 26 november 1936 i Chicago i Illinois, är en amerikansk bluesbasist. Han har varit medlem i Otis Rushs, Howlin' Wolfs, Muddy Waters, Little Walters och Paul Butterfields band. Han deltog i europaturnén American Folk Blues Festival 1968 och ingick i bandet som spelade med Bob Dylan på Newport Folk Festival den 25 juli 1965 (när Dylan blev utbuad av publiken).
Han är yngre bror till Billy Boy Arnold och började (då denne inte kunde finna en passande basist) spela elbas på sin brors anmodan. Efter att ha spelat ett tag med honom fortsatte han till Otis Rush, innan han erbjöds ett bättre jobb av Howlin' Wolf och kring 1963/1964 blev han en av ursprungsmedlemmarna i The Paul Butterfield Blues Band. Jerome gjorde sin skivdebut 1965 på Billy Boys första soloalbum More Blues On The South Side (inspelat 30 december 1963, texten på omslaget daterad februari 1965 och på The Paul Butterfield Blues Band (släppt i oktober 1965), gruppens debutalbum.
Jerome Arnold valdes in i Rock and Roll Hall of Fame 2015 tillsammans med de övriga medlemmarna i The Paul Butterfield Blues Band.